# Katastrofa lotu PLL LOT 6883
Katastrofa polskiego An-12 w Bejrucie wydarzyła się 13 maja 1977. Wojskowy Antonow An-12, zarejestrowany jako samolot Polskich Linii Lotniczych LOT, odbył wówczas przelot z Warny do Bejrutu o numerze lotu 6883. Wszyscy uczestnicy lotu zginęli.

## Przebieg lotu
Samolot wystartował z Warszawy i leciał do Bejrutu z międzylądowaniem w Warnie, gdzie uzupełniono paliwo w ilości 9400 kg. Dowódcą samolotu był Henryk Bajer z nalotem 6000 godzin. Pozostali członkowie załogi byli znacznie mniej doświadczeni w lotach na tym typie maszyny. Samolot podchodził do lądowania na pas nr 21 w Bejrucie i miał zejść na 1500 stóp (457,2 metry). Około godziny 8:50 samolot rozbił się 8 km od pasa startowego, nieopodal wsi Aramoun, trafiając w pobliską górę. W wyniku katastrofy śmierć poniosło 9 osób.
O godzinie 8:45 GMT załoga po raz kolejny nawiązała łączność z Kontrolą Bejrut:
Samolot : BEIRUT; LOT 6883 BOD six thousand. (LOT 6883 [osiągnąłem] BOD [na wysokości] sześć tysięcy [stóp]).
Kontrola : LOT 6883 cleared for ADF approach, descend to fifteen hundred, one thousand five hundred, report leaving six passing four. (LOT 6883, zgoda na podejście według ADF, zniżanie do piętnastu setek, jeden tysiąc pięćset, melduj opuszczenie sześciu [tys. stóp], przecięcie czterech [tys. stóp]).
Samolot : 6883 say again please. (6883 proszę powtórz).
Kontrola : I say again, cleared to descend one thousand five hundred, fifteen hundred. (Powtarzam, zgoda na zniżanie do jeden tysiąc pięć setek, piętnaście setek).
ATC w powtórzonym komunikacie nie wspomina już o ADF (symbol ten oznacza skrót od Automatic Direction Finder, w polskiej nomenklaturze lotniczej – automatyczny radiokompas – ARK).
Po upływie niespełna dwóch minut od zakończenia rozmowy, kontroler lotniska, który w międzyczasie prowadził korespondencję z trzema innymi samolotami, ponownie wywołał polski samolot powtarzając wezwanie :
– LOT 6883 your altitude now ? (Jaka jest teraz twoja wysokość ?)
– LOT 6883 – Beirut ?
– LOT 6883 – Beirut ?
Odpowiedzi nie było. Po chwili (ok. 25 sekund) kontrola wzywa dwukrotnie w odstępach minutowych :
– LOT 6883 – Beirut, do you read ? (czy mnie słyszysz ?).
– LOT 6883 – Beirut ?
Po upływie następnej pół minuty, kolejne wezwanie :
– LOT – Beirut, do you read ? (czy mnie słyszysz ?).
Tym razem, a jest godzina 8 49 min. 43 sek., nadchodzi odpowiedź :
– Stand by (zaczekaj).
Kontroler nie doczekał się dalszej części komunikatu, o 8:51 pyta po raz kolejny :
– LOT 6883, LOT 6883, do you read ?
Do rozmowy włącza się jedna z załóg samolotów przelatujących w rejonie, która wysyła w eter zawołanie :
– LOT 6883 Beirut is calling you, do you read ? (Bejrut cię wzywa, czy słyszysz ?).
Uporczywie i bezowocnie powtarza też swoje wezwanie kontrola lotniska. Jednak kontakt z samolotem został stracony.
O godzinie 9:30 GMT wylądował samolot MEA (Libańskich Linii Lotniczych) o kryptonimie CEDAR JET 429, który był następny w kolejności za An-12. Lądował on z kierunku południowego, od strony pogodnego morza, nie zaś od strony ciągle zakrytych chmurami gór. Oznaczało to, że kontrola lotniska zmieniła kierunek lądowania samolotów z 210 stopni na 30 stopni.
Katastrofa polskiego samolotu transportowego odbiła się szerokim echem w bejruckiej prasie. Cytowano wypowiedzi Ministra Robót Publicznych i Transportu oraz Prokuratora Generalnego, jak również naocznych świadków. Dziennik „Al-Hawadess” z 20 maja 1977 roku krytycznie odnosił się do funkcjonowania portu lotniczego. W dniu kiedy rozbił się LOT 6883 wieża kontroli lotów podała kapitanowi wysokość nie podając kierunku z uwagi na niedziałający radar. Gdyby radar działał, ustaliłby on kierunek i zbyt małą wysokość samolotu, co było spowodowane złymi warunkami atmosferycznymi. Samo zlokalizowanie miejsca katastrofy, w wyniku braku wiedzy o położeniu samolotu, zabrało aż 45 minut.
Nie jest prawdą (co napisano w czasopiśmie „Newsweek” z dnia 29 listopada 2009 r.) że akta zostały utajnione. Prawda jest taka, że katastrofa, która wydarzyła się na odległym kontynencie, przeszła bez echa w ówczesnych mediach. Niechętnie wówczas mówiono o wypadkach, szczególnie z udziałem rodzimych sił zbrojnych. Niemniej jednak w „Życiu Warszawy” ukazał się krótki komunikat PAP o katastrofie, uczestnikach i kondolencje. Do dziś zachowały się dokumenty w Centralnym Archiwum Wojskowym oraz dyskusyjne wyjaśnienie przyczyny katastrofy w ICAO.
Według wcześniejszych wersji samolot, jako jedyny na siebie zarabiający typ samolotu w wojskowym lotnictwie polskim, woził truskawki z Libanu. Według relacji, jaką opublikowało czasopismo Newsweek, przewoził, oprócz 12 ton wołowiny, leki i karabiny przeznaczone do sprzedaży Libańczykom. Samolot ten podczas jednego z wcześniejszych lotów został już niegroźnie trafiony.